# Гирс
Гирс (Gears) је лик из популарне цртане серије Трансформерс, заснованој на популарној линији играчака које су произвели Такара и Хасбро.

## Генерација 1
Гирс је антисоцијалан Аутобот који проналази грешке у свему и свакоме. Његов алтернативни облик је пикап. Гирс је изванредно јак и издржљив, може да носи по неколико сабораца да би сачували енергију. Такође може да полети до висине од 20 миља и да се полако спушта користећи јастук од копринованог ваздуха испод ногу. Ово га чини одличним извиђачем, а његова могућност да користи инфрацрвене зраке му дозвољава да ради и ноћу. Гирс носи мали ласерски пиштољ. Такође може претворити своју десну руку у лемилицу. Због Гирсове ограничене маневарске могућности у ваздуху, он је лака мета ако буде примећен. Иако је углавном раздражљив, подсећање на роду планету Сајбертрон може га често учинити депресивним и тиме негативно утицати на његов учинак.
Оригинална Гирсова играчка је првобитно издана као део Микромен линије играчака.

### Анимирана серија
Гирс је био међу Аутоботима који су пратили Оптимуса Прајма током Арковог путовања. На путовању их је пресрео Мегатронов брод Немезис. Након десептиконског упада на Арк, брод се срушио на Земљу, а сви Трансформерси који су били на броду су остали да леже непокретни наредних четири милиона година.
1984. вулканска ерупција је пробудила Арков рачунар, Телетран 1 и он је поправио све Трансформерсе. Телетран 1 је преобразио Гирса у облик земаљских кола.
Гирса је у епизоди Changing Gears отео Мегатрон да би искористио његову картицу за личност за управљање соларном иглом која је црпила енергију из Сунца.

### Дримвејвови стрипови
Када је избио грађански рат на Сајбертрону између Аутобота и Десептикона, Гирс се придружио Аутоботима.
Када су вође Десептикона и Аутобота Мегатрон и Оптимус Прајм нестали у несрећи са свемирским мостом, Аутоботи и Десептикони су се поделили у мање групе. Гирс је остао са Аутоботима под вођством Праула.
Сазнавши да Десептикони тестирају нову мобилну команду базу, Праул је предводио Клифџампера, Гирса, Џеза, Скидса и Сајдсвајпа да истраже. Оно што су открили је био Триптикон.
Гирс је био међу оним Аутоботима који су пратили Оптимуса Прајма на Арковој мисији. На путовању их је пресрео Мегатронов брод Немезис. Након Десептиконског упада на Арк, брод се срушио на Земљу, а сви који су били на броду су остали да леже непокретни наредних четири милиона година.
1984. вулканска ерупција је пробудила Арков рачунар, Телетран 1 и он је поправио све Трансформерсе. Телетран 1 је преобразио Гирс у облик земаљских кола.
На крају су уједињене снаге Аутобота на Земљи и њихових људских савезника су успели да заробе Десептиконе. Брод Арк II је направљен да одведе Сајбертронце назад на Сајбертрон, заједно са пар људских савезника, али је брод експлодирао кратко након полетања. Људи су погинулим, а Сајбертронци су се изгубили у океану, опет оставши да леже у стању мировања.
Гирс се вратио на Сајбертрон са Оптимусом Прајмом и већином Аутобота да се суоче са оптужбама након што им је Ултра Магнус рекао да је рат завршен.

### Девилс Дјуови стрипови
У овом издању приче Генерације 1, Арк су открили теророристи из организације Кобра, а сви Трансформерси у њему се претворени у возила Кобре којима су даљински управљали Телевајпери.